# Двадцять п'ята династія єгипетських фараонів
XXV династія (бл. 760–656 до н. е.) — Кушитська династія фараонів, що правили у Стародавньому Єгипті, остання династія третього перехідного періоду. Зустрічаються назви: Нубійська, Ефіопська чи Кушитська династія.

## Історія
Термін «Двадцять п'ята династія» стосується низки правителів Кушитської імперії зі столицею в Напаті, які поширили свій вплив на весь Стародавній Єгипет у VIII–VII століттях до н. е.. Подією, що стала початком нової династії, вважається завоювання кушитським фараоном Каштою Верхнього Єгипту. Династія завершилась крахом Кушитської імперії у війні з Месопотамською Ассирією та завоюванням ассирійцями Єгипту.
Об'єднання під однією владою Верхнього Єгипту, Нижнього Єгипту та Нубії створило імперію, якій не було рівних за розмірами з часів Нового царства. Династія Кушитських фараонів зберегла та навіть розвинула стародавні єгипетські традиції, релігію та обряди, додавши до них нубійські мотиви. За часів царювання династії у Єгипті розгорнулось будівництво пірамід, якого регіон не бачив з часів Середнього царства.
Після того, як ассирійські царі Саргон II і Сінаххеріб відбили спроби кушитських фараонів поширити вплив єгиптян на Близький Схід, царі Асархаддон та Ашшурбанапал, які були їхніми наступниками, завоювали Єгипет, замінивши нубійців у владі. Вони заклали основи маріонеткової про-ассирійської XXVI династії, останньої династії місцевих єгипетських правителів перед завоювання Єгипту Персією.

## Правителі
| Фараон    | Тронне ім'я               | Царювання (роки до н. е.) | Поховання       | Цариця |
| --------- | ------------------------- | ------------------------- | --------------- | --- |
| Кашта     | Німаатра                  | 760—752                   | Ель-Курру, K.8  | Пебаджма, K.7 (?) |
| Піанхі    | Мен-хепер-Ра Усер-Маат-Ра | 752—721                   | Ель-Курру, K.17 | * Табіру, дочка Алари, K.53 * Абар англ. Abar, Нурі, Nuri 53(?) * Хенса англ. Khensa, дочка Кашти, K.4 * Пексатер англ. Peksater, дочка Кашти, K.54 * Нефрукекашта англ. Nefrukekashta, K.52 |
| Шабака    | Неферкара                 | 721—707                   | Ель-Курру, K.15 | * Калхата, мати Тануатамона, K.5 * Месбат англ. Mesbat, мати Верховного жерця Амона Харемахет (англ. Haremakhet) * Табекенамун (?)                                                           |
| Шабатака  | Дедкара                   | 707—690                   | Ель-Курру, K.18 | Арті англ. Arty, дочка Піанхі, K.6 |
| Тахарка   | Ку-Нефертум               | 690—664                   | Нурі, Nuri 1    | * Такахатенанум, Nuri 21(?) * Атахебаскен, Nuri 36 * Напарая англ. Naparaye, дочка Піанхі, K.3 * Табекенамун (?)                                                                             |
| Танутамон | Бакара                    | 664—656 (помер: 653)      | Ель-Курру, K.16 | * П'янхарта * [..]салка * Малака (?), Nuri 59 |

## Значення династії для історії Єгипту

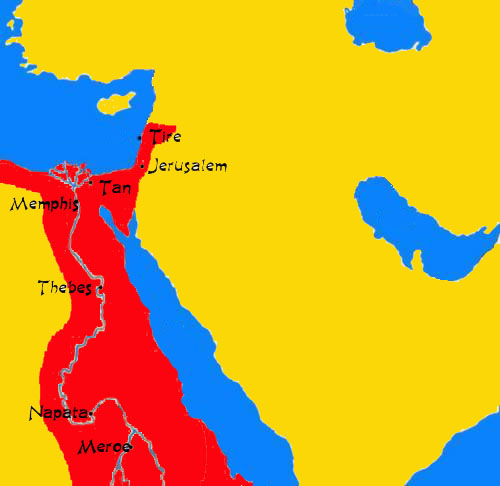
Мапа Кушитської імперії, 700 до н. е.

Незважаючи на доволі короткий термін царювання XXV династії в Єгипті (близько 90 років), вона займає визначне місце у єгипетській історії завдяки відновленню та розширенню традиційної єгипетської культури, архітектури, мистецтв і обрядів. Відомо, що фараони тієї династії дуже бережно ставились до стародавніх текстів: Шабака, наприклад, наказав вирубати стародавній текст у камені (Камінь Шабаки).
За часів правління фараонів XXV династії відбувались контакти з грецькою цивілізацією. Геродот припускав, що єгиптяни походили від нубійців, а Єгипет заснували ефіопи. Геродот також посилався на Гомера, який згадував, що грецькі боги походять з Ефіопії.

## Галерея

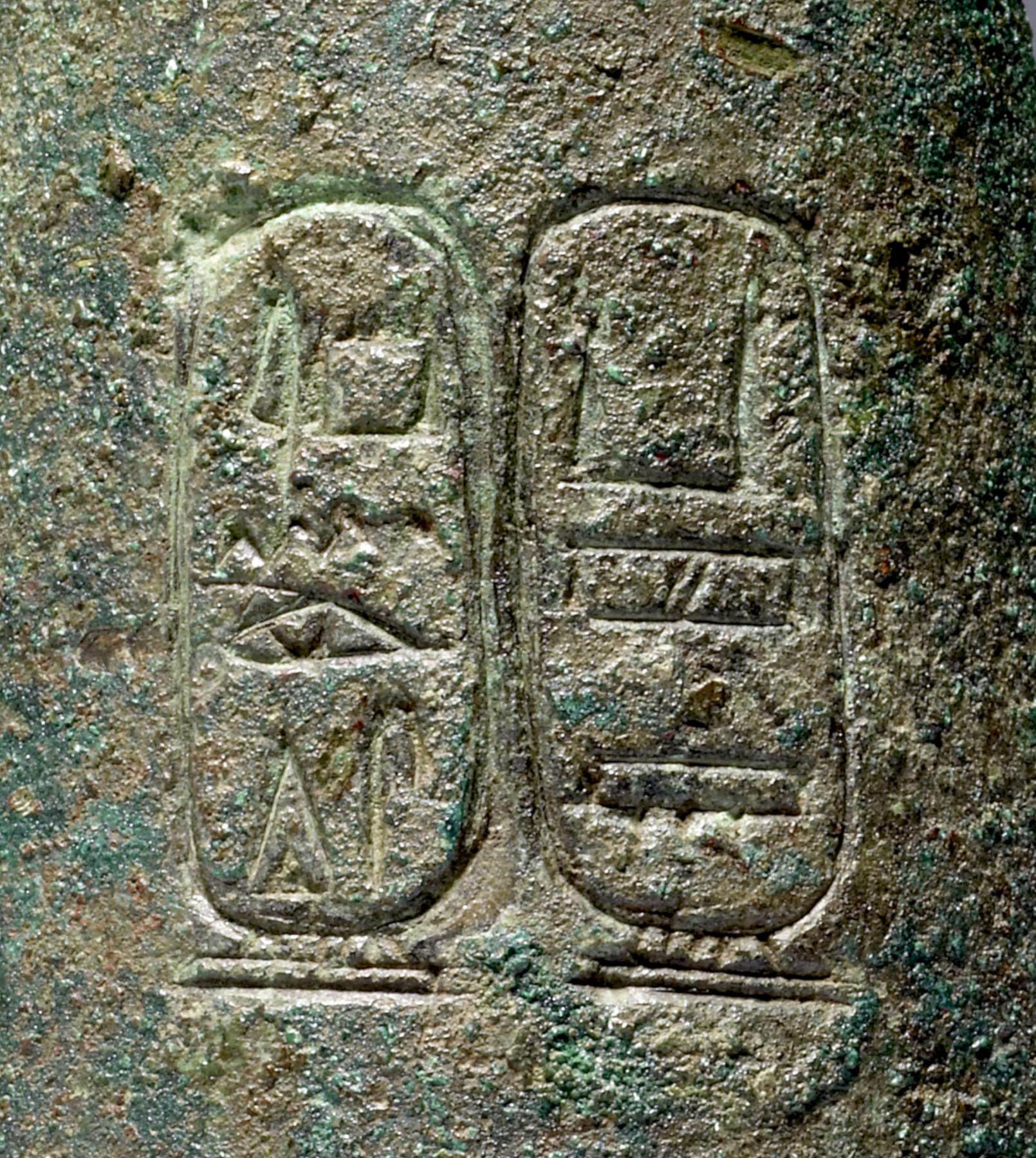
Два картуші: Кашти, першого фараона XXV династії (праворуч), та його дочки, Аменірдіс I, «Дружини бога» у Фівах (ліворуч).
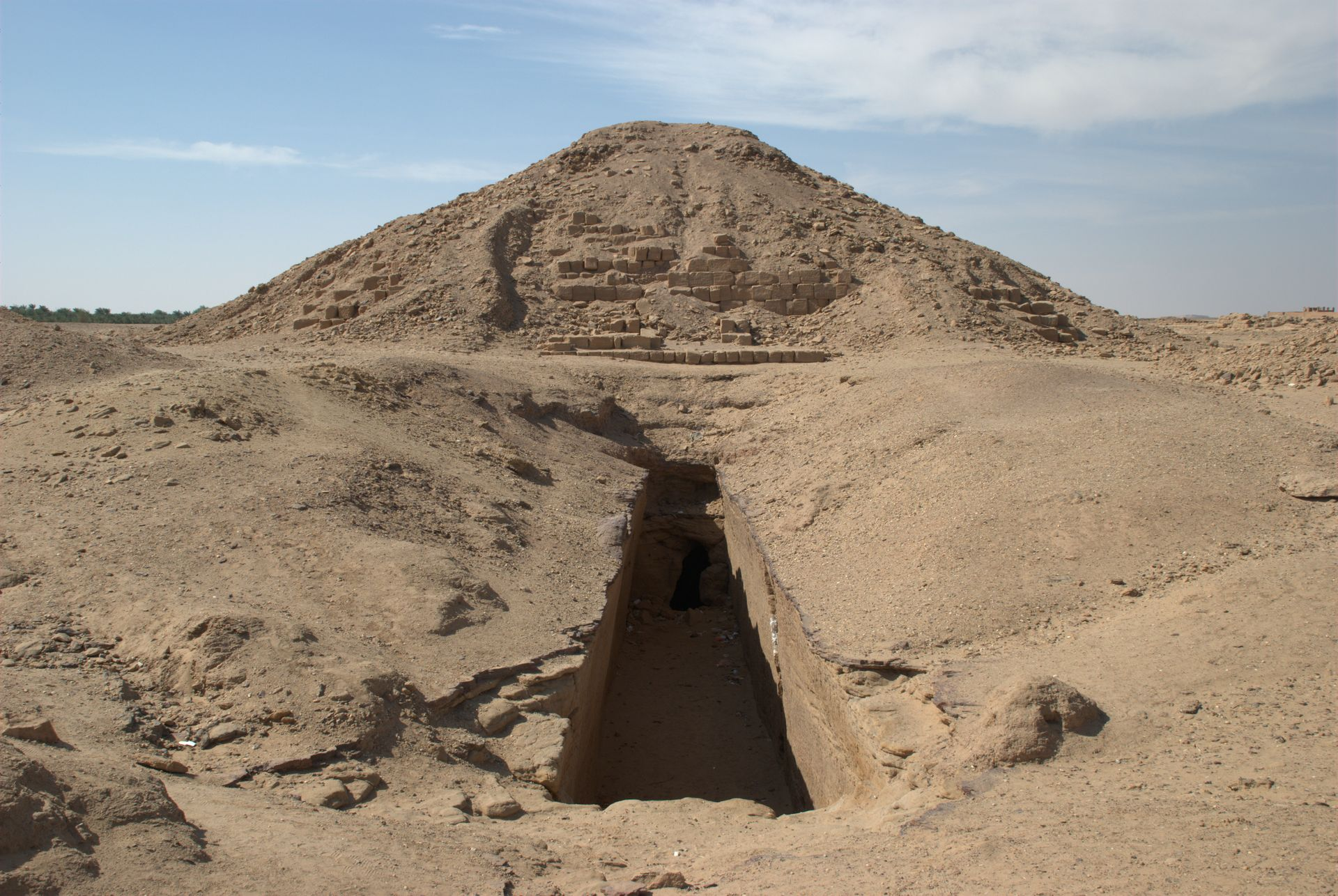
Поховання фараона Піанхі.
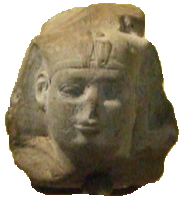
Фараон Шабака.
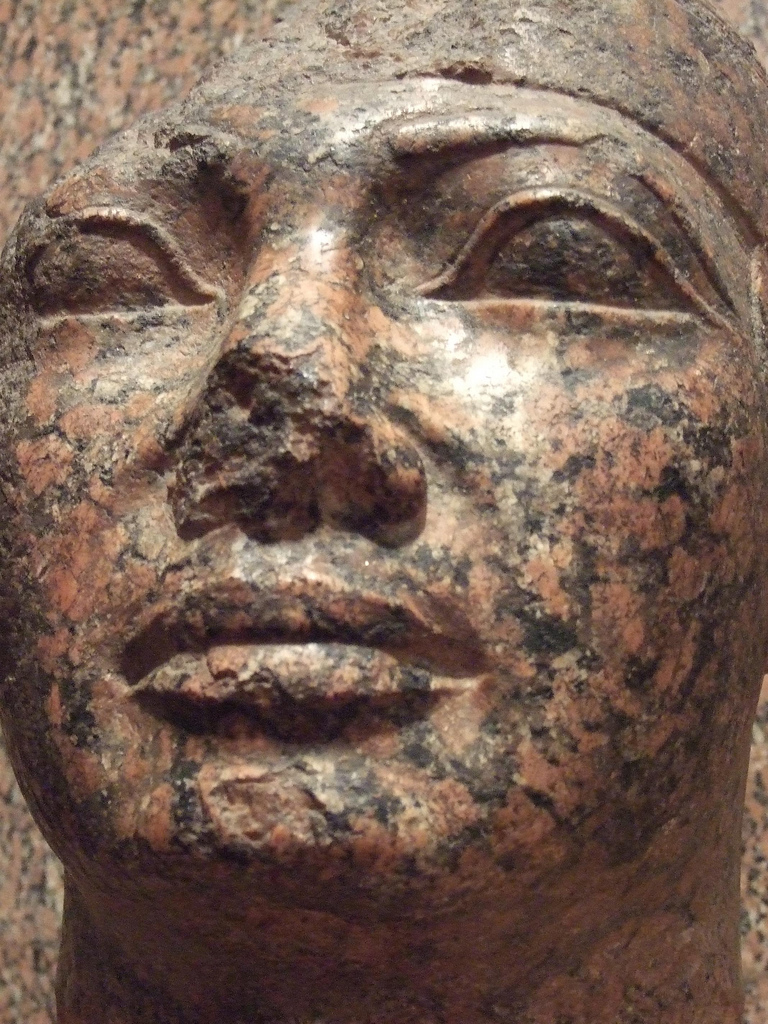
Фараон Шабатака.
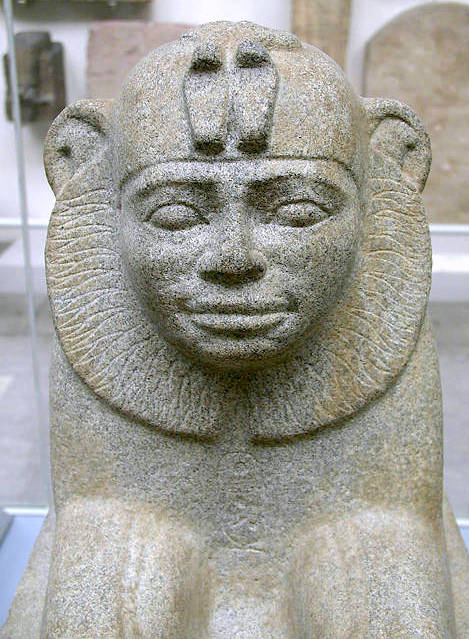
Фараон Тахарка.
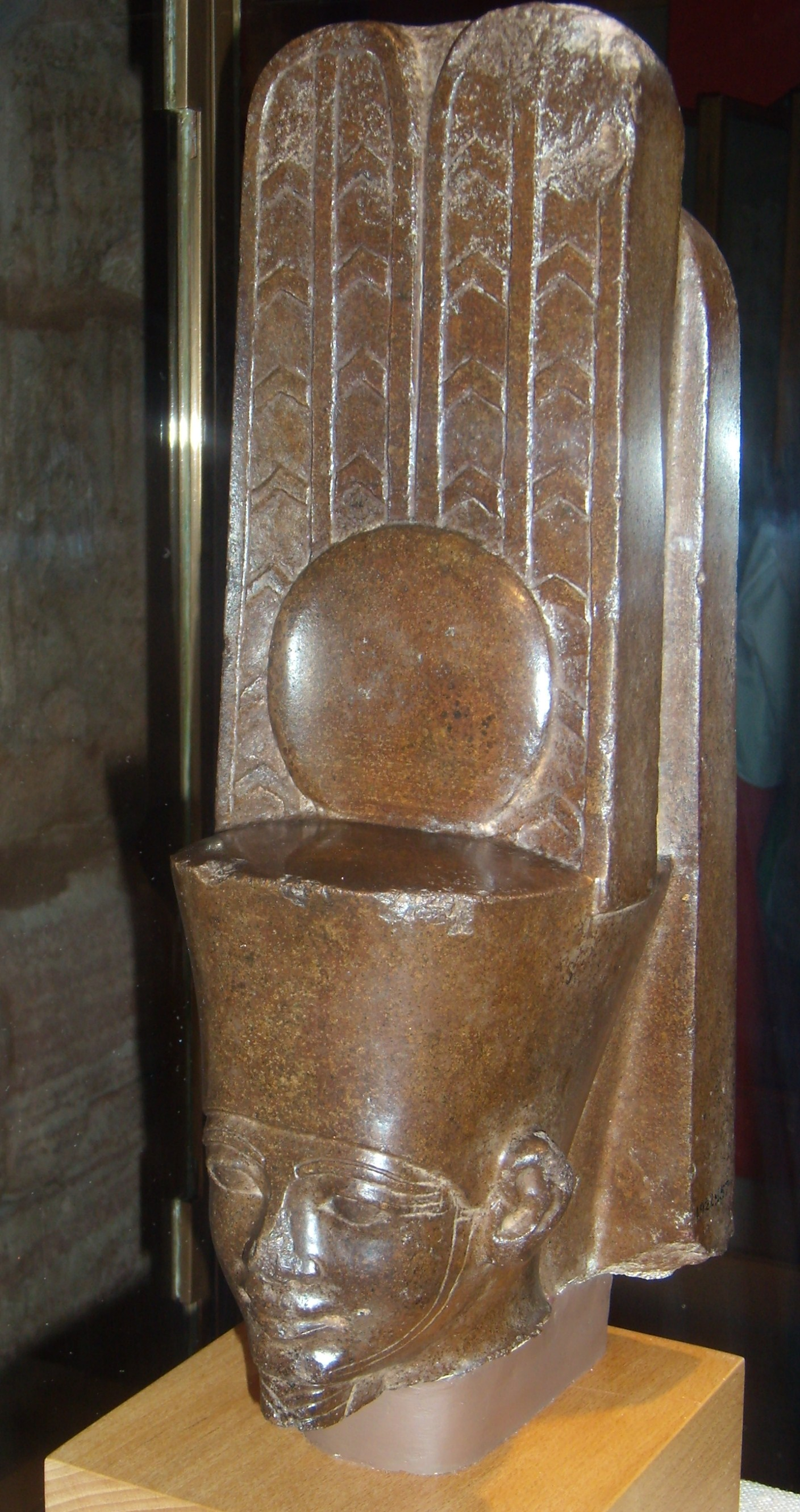
Фараон Танутамон